# Paweł Okoński
Paweł Okoński (ur. 16 stycznia 1961 w Wąchocku) – polski aktor.

## Życiorys
W 1979 ukończył II Liceum Ogólnokształcące im. Stanisława Staszica w Starachowicach. Zadebiutował 18 listopada 1981 rolą Staszka w Weselu Stanisława Wyspiańskiego w reżyserii Igora Przegrodzkiego na scenie Teatru Polskiego we Wrocławiu. W 1983 zdobył wyróżnienie za rolę Bareau w przedstawieniu Demokracja-Kopulacja-Rewolucja na I Ogólnopolskim Przeglądzie Spektakli Dyplomowych Szkół Teatralnych w Łodzi. W tym samym roku ukończył studia na Wydziale Aktorskim wrocławskiej filii PWST w Krakowie. W latach 1983–2005 był aktorem Teatru Polskiego we Wrocławiu. Od 2006 współpracował m.in. z Wrocławskim Teatrem Komedia, a także z Teatrem im. Wojciecha Bogusławskiego w Kaliszu i Kujawsko-Pomorskim Impresaryjnym Teatrem Muzycznym w Toruniu.

## Odznaczenia
- Srebrny Krzyż Zasługi (5 lipca 2004)[5],
- Brązowy Medal „Zasłużony Kulturze Gloria Artis” (1 kwietnia 2014)[6][7].

## Filmografia
- 1983: Piętno jako młody Bolesław Mazur
- 1984: Alabama
- 1985: Sezon na bażanty
- 1986: Na kłopoty… Bednarski (odc. 7)
- 1987: Zero życia
- 1989: Konsul jako pracownik zakładów graficznych
- 1993: Obcy musi fruwać
- 1994: Voyage en Pologne jako niemiecki turysta
- 1994: Cudowne miejsce jako Sońta
- 1996: The Island on Bird Street jako Richter
- 1996: Maszyna zmian. Nowe przygody jako kelner
- 1997: Marion du Faouet – chef de voleurs
- 1998–1999: Życie jak poker
- 2000: Lokatorzy jako kelner (odc. 27)
- 2003: Królowa chmur jako uczestnik blokady
- 2004, 2005, 2007, 2014–2021: Świat według Kiepskich
  - 2004: jako Zbych Kupczyk (odc. 181)
  - 2005: jako doktor Kirsztajn (odc. 207)
  - 2007: jako Kozłowski (odc. 246)
  - 2014: jako dziennikarz (odc. 433)
  - 2014: jako redaktor (odc. 434)
  - 2014: jako Jaworski (odc. 453)
  - 2015: jako ochroniarz (odc. 461)
  - 2015: jako gangster (odc. 467)
  - 2015: jako taksówkarz (odc. 474)
  - 2015: jako mężczyzna (odc. 478)
  - 2016: jako kierowca (odc. 485)
  - 2016: jako lekarz (odc. 489)
  - 2016: jako rycerz (odc. 491)
  - 2016: jako polityk (odc. 498)
  - 2016: jako kolędnik „Herod” (odc. 504)
  - 2017: jako kierowca (odc. 505)
  - 2017: jako fotograf (odc. 508)
  - 2017: jako ksiądz (odc. 511)
  - 2017: jako górnik (odc. 514)
  - 2017: jako kurier (odc. 516)
  - 2017: jako pułkownik (odc. 525)
  - 2017: jako barman (odc. 528)
  - 2018: jako klient (odc. 539)
  - 2019: jako król (odc. 553)
  - 2019: jako lekarz (odc. 549)
  - 2020: jako ksiądz (odc. 565)
  - 2021: jako ksiądz (odc. 580)
  - 2021: jako ksiądz Pączek (odc. 586)
- od 2004: Pierwsza miłość jako Marian Śmiałek
- 2005–2006: Warto kochać jako Okoń
- 2005: Biuro kryminalne jako Bartek Kuźniczak (odc. 13)
- 2006: Fala zbrodni jako sutener „Gruby Leo” (odc. 79)[8]
- 2008–2010: M jak miłość jako Władysław
- 2010: Samo życie jako prawnik (odc. 1502)
- 2010: Tancerze jako Kręglicki (odc. 31)
- 2011: Czarny czwartek
- 2012: Galeria jako Marek Ryczko (odc. 47)
- 2013: Śliwowica jako Marian Śmiałek
- 2015: Prawo Agaty jako Adam Śliwa (odc. 85)
- 2016: Ojciec Mateusz jako Zdzisław Nowaczek (odc. 202)
- 2018: Plagi Breslau jako właściciel hodowli byków
- 2019: Rodzinka.pl jako facet (odc. 275)
- od 2020: Policjantki i policjanci jako komendant inspektor Jerzy Witacki (od odc. 705)
- 2021: Święty jako komendant inspektor Jerzy Witacki (odc. 129-130)
- 2022: Święta inaczej jako kurier Janusz
- 2022: Śubuk jako burmistrz Janusz Malec
- 2022: Skazana jako prokurator Tomasz Dębecki (odc 6 (14)
- 2022: Na dobre i na złe jako Greberski (odc. 862)
- 2022: Minuta ciszy jako Tomczyk, właściciel lokalu (odc. 3)
- 2023: Polowanie jako prokurator Falski

### Spektakle telewizyjne
- 1984: Transatlantyk jako Cieciarz
- 1988: Kosmos jako Luluś
- 1991: Ósmy krąg
- 1991: Herkules i stajnia Augiasza jako Wielka Rada
- 1992: Lekarz bezdomny jako Florek
- 1992: Gra o brzasku
- 1995: Bajka o żelaznym wilku jako Ogrodnik
- 1996: Kiedyś w roku dwudziestym jako Iwan Gurbienko
- 1996: Improwizacje wrocławskie jako Renoir
- 1997: Pani Bovary jako Didier
- 1997: Kajtuś czarodziej jako policjant
- 1997: Immanuel Kant jako kardynał
- 1997: Diabeł przewrotny jako Herszt bandy
- 1999: Historia PRL według Mrożka jako Drab, Zomowiec II
- 2004: Miłości jako mąż Pani B.